# Башан
Башан (фр. Bachant) насеље је и општина у североисточној Француској у региону Север-Па д Кале, у департману Север која припада префектури Авне сир Елп.
По подацима из 2011. године у општини је живело 2400 становника, а густина насељености је износила 256,14 становника/km². Општина се простире на површини од 9,37 km². Налази се на средњој надморској висини од 142 метара (максималној 169 m, а минималној 127 m).

## Демографија
| 1962. | 1968. | 1975. | 1982. | 1990. | 1999. | 2011. |
| ----- | ----- | ----- | ----- | ----- | ----- | ----- |
| 2.568 | 2.750 | 2.692 | 2.534 | 2.498 | 2.368 | 2.400 |

График промене броја становника у току последњих година